# Równania telegrafistów
Równania telegrafistów (równania linii długiej) – pary liniowych równań różniczkowych, które opisują zmiany zespolonej amplitudy napięcia i prądu wzdłuż linii długiej z uwzględnieniem odległości oraz czasu. Równania zostały skonstruowane przez Oliviera Heaviside’a. Teoria dotyczy wysokoczęstotliwościowych linii długich (takich jak linie telegraficzne), ale jest również ważna dla projektowania linii przesyłowych o wysokim napięciu elektrycznym. Model najłatwiej przedstawić na elementarnym odcinku dwuprzewodowej linii długiej, w którym ważną rolę gra dobrze przewodzący metal wykorzystany w kablach oraz izolujący materiał dielektryczny zastosowany do oddzielenia przewodników. Proces zmian napięcia oraz prądu w takim modelu zakłada, że wywołanie przyrostu napięcia na jednym końcu linii nie daje natychmiastowego pojawienia się takiego samego przyrostu na drugim końcu linii. Przyjmuje się zatem, że propagacja zachodzi tylko w jednym wymiarze wzdłuż linii długiej.

## Równania
Równania telegrafistów mogą być rozumiane jako uproszczony przypadek równań Maxwella. W praktyczniejszym podejściu przyjmuje się, że przewodniki składają się z nieskończonego szeregu składników elementarnych, z których każdy reprezentuje nieskończenie krótki odcinek linii przesyłowej:
- rozprowadzony opór {\displaystyle R} przewodnika jest reprezentowany przez opornik szeregowy (wyrażony w omach na jednostkę długości)
- rozprowadzona indukcyjność {\displaystyle L} jest przedstawiona przez cewkę indukcyjną (henr na jednostkę długości)
- pojemność elektryczna {\displaystyle C} między dwoma przewodnikami jest reprezentowana przez kondensator bocznika {\displaystyle C} (farad na jednostkę długości)
- przewodność czynna {\displaystyle G} dielektrycznego materiału rozdzielającego dwa przewodniki jest reprezentowana przez upływność czynną (siemens na jednostkę długości)

Napięcie oraz prąd opisane są równaniami różniczkowymi, tylko i wyłącznie przy spełnieniu następujących dwóch założeń:
- {\displaystyle U(z,t)} oraz {\displaystyle I(z,t)} są harmonicznymi funkcjami czasu o przebiegu sinusoidalnymi i pulsacji {\displaystyle \omega } (gdzie {\displaystyle U(z)} – zespolona amplituda napięcia; {\displaystyle I(z)} – zespolona amplituda prądu)

{\displaystyle U=Ue^{j\omega t}\quad I=Ie^{j\omega t},}
{\displaystyle A=R+j\omega L;\quad B=G+j\omega C;\quad \gamma ^{2}=AB;}
- Linia nie zmienia swoich wymiarów, średnicy przewodów, ich odległości oraz przenikalności izolatora otaczającego przewody.

Zespolone amplitudy prądu {\displaystyle U(z)} i {\displaystyle I(z)} jednorodnej linii długiej związane są prostymi równaniami różniczkowymi ze stałą {\displaystyle \gamma ,} zwaną stałą propagacji
{\displaystyle {\frac {d^{2}U}{dz^{2}}}-\gamma ^{2}U=0;\quad {\frac {d^{2}I}{dz^{2}}}-\gamma ^{2}I=0.}
Identyczne równania uzyskuje się z równań Maxwella dla pól {\displaystyle E} i {\displaystyle H.} Równania te zwane są równaniami falowymi.
Równania telegrafistów wyraża się za pomocą {\displaystyle R,L,C} i {\displaystyle G} by podkreślić, że wartości są pochodnymi w związku do długości.

## Linia bezstratna
Kiedy elementy {\displaystyle R} i {\displaystyle G} są bardzo małe, to ich wpływ może być pominięty, a linia przesyłowa może być traktowana jak idealna struktura bezstratna. W tym przypadku model zależy tylko od elementów {\displaystyle L} i {\displaystyle C} i uzyskuje się parę równań różniczkowych pierwszego rzędu, w których jedna funkcja opisuje napięcie elektryczne {\displaystyle U} wzdłuż kabla, zaś druga natężenie prądu, obie jako funkcje położenia {\displaystyle x} i czasu {\displaystyle t{:}}
{\displaystyle {\frac {\partial }{\partial x}}U(x,t)=-L{\frac {\partial }{\partial t}}I(x,t),}
{\displaystyle {\frac {\partial }{\partial x}}I(x,t)=-C{\frac {\partial }{\partial t}}U(x,t).}
Ich kombinacja liniowa daje dwa równania funkcji falowych:
{\displaystyle {\frac {\partial ^{2}}{\partial t^{2}}}U={\frac {1}{LC}}{\frac {\partial ^{2}}{\partial x^{2}}}U,}
{\displaystyle {\frac {\partial ^{2}}{\partial t^{2}}}I={\frac {1}{LC}}{\frac {\partial ^{2}}{\partial x^{2}}}I.}
W stanie stacjonarnym (zakładając falę sinusoidalną {\displaystyle E=E_{o}e^{-j\omega ({\frac {x}{c}}-t)}}), równania te redukują się do:
{\displaystyle {\frac {\partial ^{2}U(x)}{\partial x^{2}}}+\omega ^{2}LC\cdot U(x)=0,}
{\displaystyle {\frac {\partial ^{2}I(x)}{\partial x^{2}}}+\omega ^{2}LC\cdot I(x)=0,}
gdzie {\displaystyle \omega } – częstość fali w stanie stacjonarnym
Jeśli linia ma nieskończoną długość albo gdy jest skończona i ma określoną impedancję falową, równania dają rozwiązanie w postaci fali przemieszczającej się z prędkością {\displaystyle c={\frac {1}{\sqrt {LC}}}}

## Linia stratna
Gdy elementy straty {\displaystyle R} i {\displaystyle G} nie są pomijalne, oryginalne równania różniczkowe opisujące segment elementarny linii przybiera postać:
{\displaystyle {\frac {\partial }{\partial x}}V(x,t)=-L{\frac {\partial }{\partial t}}I(x,t)-RI(x,t),}
{\displaystyle {\frac {\partial }{\partial x}}I(x,t)=-C{\frac {\partial }{\partial t}}V(x,t)-GV(x,t).}
Po zróżniczkowaniu pierwszego równania po {\displaystyle x} i drugiego po {\displaystyle t} oraz po dalszych przekształceniach algebraicznych uzyskuje się równania, z których każde zawiera tylko jedną niewiadomą:
{\displaystyle {\frac {\partial ^{2}}{\partial x^{2}}}V=LC{\frac {\partial ^{2}}{\partial t^{2}}}V+(RC+GL){\frac {\partial }{\partial t}}V+GRV,}
{\displaystyle {\frac {\partial ^{2}}{\partial x^{2}}}I=LC{\frac {\partial ^{2}}{\partial t^{2}}}I+(RC+GL){\frac {\partial }{\partial t}}I+GRI.}

## Kierunek propagacji fali
Powyższe równania wskazują na istnienie dwóch rozwiązań przemieszczania się fali, do przodu i do tyłu. Przyjmując uproszczenie linii bezstratnej (tj. {\displaystyle R=0} i {\displaystyle G=0}), rozwiązanie można przedstawić równaniem:
{\displaystyle V(x,t)=f_{1}(\omega t-kx)+f_{2}(\omega t+kx),}
gdzie:
{\displaystyle k=\omega {\sqrt {LC}}={\frac {\omega }{v}},}
{\displaystyle k} – liczba falowa (jednostka: radian na metr),
{\displaystyle \omega } – częstość kołowa (radian na sekundę),
{\displaystyle f_{1}} i {\displaystyle f_{2}} – dowolne funkcje,
{\displaystyle v={\frac {1}{\sqrt {LC}}}} – prędkość fazowa fali.
Ponieważ równania telegrafistów wiążą natężenie prądu z napięciem, można zapisać analogiczne równanie dla natężenia prądu
{\displaystyle I(x,t)={\frac {f_{1}(\omega t-kx)}{Z_{0}}}-{\frac {f_{2}(\omega t+kx)}{Z_{0}}},}
gdzie {\displaystyle Z_{0}} jest impedancją falową linii przesyłowej, która dla linii bezstratnej jest dana przez:
{\displaystyle Z_{0}={\sqrt {\frac {L}{C}}}.}